# 1152

## Narození
- ? – Taira Tomomori, japonský samuraj († 1185)

## Úmrtí
- 10. ledna – Theobald IV., hrabě z Blois a Champagne (* 1090/1095?)
- 15. února – Konrád III., římský král (* 1093)
- 3. května – Matylda z Boulogne, hraběnka z Boulogne a anglická královna jako manželka Štěpána III. (* 1105?)
- 20. srpna – Bernard z Clairvaux, francouzský středověký teolog, filosof, myslitel, učitel církve a svatý (* 1090/1091)
- ? – Izák Komnenos, syn byzantského císaře Alexia I. Komnena (* 16. ledna 1093)
- ? – Raimond II. z Tripolisu, vládce křižáckého hrabství Tripolis (* 1115)

## Hlavy států
- České knížectví – Vladislav II.
- Svatá říše římská – Konrád III. – Fridrich I. Barbarossa
- Papež – Evžen III.
- Anglické království – Štěpán III. z Blois
- Francouzské království – Ludvík VII.
- Polské knížectví – Boleslav IV. Kadeřavý
- Uherské království – Gejza II.
- Kastilské království – Alfonso VII. Císař
- Rakouské markrabství – Jindřich II. Jasomirgott
- Byzantská říše – Manuel I. Komnenos